# LB Châteauroux
La Berrichonne de Châteauroux är en fransk fotbollsklubb från Châteauroux. År 2004 tog sig laget till final i Franska cupen mot Paris Saint-Germain. Châteauroux förlorade matchen, men på grund av att PSG kom 2:a i Ligue 1 och därför var klara för Champions League fick Châteauroux spela i UEFA-cupen, där de förlorade i första omgången mot Club Brugge.
Hemmamatcherna spelas på Stade Gaston Petit.